# Guido Chiesa
Guido Chiesa (Turín, Italia, 18 de noviembre de 1959) es un director de cine y guionista italiano.

## Biografía
Nacido en Turín, Chiesa se graduó en Filosofía y Letras con una tesis sobre el cine. Más tarde se trasladó a Nueva York, donde fue corresponsal de varias revistas de música, pero también asistente de directores de cine como Michael Cimino, Amos Poe y Jim Jarmusch, entre otros. De vuelta en Italia, hizo su debut como director en 1991 con la película dramática Il caso Martello. En el año 2000 entró en la sección competitiva de la 57 Festival Internacional de Cine con el drama de la guerra Johnny de los Partisanos. compitió de nuevo en el Festival Internacional de Venecia en 2004, con el drama de la película Lavorare con lentezza.

## Filmografía

### Director
- Il caso Martello (1992)
- Babylon: la paura è la migliore amica dell'uomo (1994)
- Materiale resistente (1995) - documental codirigida con Davide Ferrario
- 25 aprile: la memoria inquieta (1995) - documental
- Partigiani (1997) - documental colectivo
- Volare (1998) - documental
- Una questione privata. Vita di Beppe Fenoglio (1998) - documental
- Per Nuto (1999) - entrevista documental con Nuto Revelli, codirigida con Luca Gasparini
- Non mi basta mai (1999) - documental codirigida con Daniele Vicari
- Il partigiano Johnny (2000)
- Provini per un massacro (2000)
- Un altro mondo è possibile (2001) - documental colectivo
- Il contratto (2002) documental
- Alice è in paradiso (2002) - documental
- Sono stati loro. 48 ore a Novi Ligure (2003) - documental
- Lavorare con lentezza (2004)
- Le pere di Adamo (2007) - documental
- La nostra chiesa  (2007) - documental codirigida con Enzo Mercuri
- Quo vadis, baby? (miniserie televisiva, 2008) - miniserie tv
- Io sono con te (2010)
- Belli di papà (2015)
- Classe Z (2017)
- Ti presento Sofia (2018)

### Guionista
- Il caso Martello (1992)
- Babylon: la paura è la migliore amica dell'uomo (1994)
- Non mi basta mai (1999)
- Il partigiano Johnny (2000)
- Lavorare con lentezza - Radio Alice 100.6 MHz (2004)
- Le Pere di Adamo (2007)
- Io sono con te (2010)
- Fuga di cervelli (2013)
- Tutto molto bello (2014)
- Belli di papà (2015)
- Classe Z (2017)
- No kids (2018)

## Premios y distinciones
Festival Internacional de Cine de Venecia
| Año  | Categoría                  | Película            | Resultado |
| ---- | -------------------------- | ------------------- | --------- |
| 2000 | Premio Children and Cinema | El partisano Johnny | Ganador   |